# ایکسونامی
ایکسونامی، خاطرات یک پورن استار (انگلیسی: XSunami: Memories of a Porn Star) که در قالب مستند اجتماعی، دربارهٔ یک پورن استار آمریکایی است که تجربه رسیدن به آزادی‌های جنسی در ایالات متحده را برای مردم ایران روایت می‌کند؛ به نویسندگی و کارگردانی محسن آقایی و تهیه کنندگی محمدرضا بورونی؛ محصول سالهای ۱۳۹۶ تا میانه ۱۳۹۸ با مدت زمان تولید دو سال و شش ماه در دو کشور ایران و آمریکا تولید شده‌است. در توضیحات این فیلم مستند عبارت «خاطرات یک پورن استار» عنوان شده‌است. این فیلم مستند توسط مؤسسه فرهنگی هنری آوش، کارگروه تخصصی زنان و خانواده سفیرفیلم تهیه شده‌است.  این مستند داستان میشله مارن، پورن استاری است که خودش در این مستند جلوی دوربین قرار نگرفته است بلکه یک بازیگر نقش او را ایفا میکند؛ زیرا میشل دچار مشکلات جسمی بود و نتوانست در این فیلم حضور یابد. این مستند در میان رسانه‌های ایران از جمله مستندهای پردازنده به مسائل جنسی برشمرده شده‌ است.

## حضور آلفرد کینزی در مستند
یکی از شخصیت‌های مورد بررسی اصلی مستند «ایکسونامی»، که در واقع در این مستند نقش منفی مهمی در تحولات نیمه دوم قرن بیستم در آمریکا و در کل جهان نوین به خود می‌گیرد، «آلفرد کینزی» است؛ حشره‌شناسی که با دو کتاب معروف خود در دهه‌های ۱۹۴۰ و ۱۹۵۰، پایه‌گذار رشتهٔ جدید سکسولوژی (مطالعات جنسی) شد. نتیجهٔ تحقیقات او ارزش‌های فرهنگی و اجتماعی جهان را تحت تأثیرات شگرف خود قرار داد. امروزه او به عنوان پدر علم سکسولوژی در جهان شناخته می‌شود.

## حاشیه‌ها
- یورو نیوز در گزارشی این فیلم را «رضایت «ارزشی‌ها» از شکستن تابوهای جنسی در ایران» برشمرد. در ادامه این گزارش آمده‌است که مطابق آنچه رسانه‌های داخل ایران منتشر کرده‌اند؛ این برنامه با کمک یک راوی و در کنار آن به وسیله «تصاویر تاریخیِ آرشیوی» و «آمار و ارقام» به بررسی «جنبش‌ها و جنایات جنسی» و «تجربهٔ رسیدن به آزادی جنسی در آمریکا» در این کشور را بررسی می‌کند. برخی نیز وجود چهره‌هایی سرشناس و شاخص همچون باراک اوباما یا محمود احمدی‌نژاد روی پوستر و تیزر فیلم که مهیج قلمداد شده را با هدف جذب مخاطب بیشتر برای تماشای این فیلم در نظر گرفته‌اند. شروع فیلم اغواگرانه توصیف شده‌است. راوی فیلم که خود را پورن استار معرفی می‌کند ایرانیان را مخاطب خود قرار داده و نقش آفرینی خود را «تحولی در روابط دیپلماتیک دو کشور» برمی‌شمارد. همچنین درخصوص درست بودن استدلال‌ها و مسائلی که در فیلم مطرح می‌شود تردیدهایی وجود دارد.
- روزنامه خراسان با ستایش از این مجموعه آن را «روایتی بی پرده از تاریخ آمریکا برای رسیدن به آزادی جنسی» و «تبعات بی بند باری» توصیف کرد، با این حال مستند حاوی اطلاعات و استدلال هاییست که صحت آنها و منابعشان روشن نیست. یکی از خبرنگار بین‌المللی روزنامه خراسان درخصوص راوی فیلم می‌نویسد که جز در بخش کوتاهی از فیلم هیچ خبری از آنچه خاطرات او قلمداد شده نیست و وجود چنین عنوانی در پوستر فیلم بیشتر با هدف رسمیت بخشی به روایت فیلم آمده‌است تا از زبان یک آمریکایی جلوه کند، او این حضور را به حدی می‌داند که گاهی حتی هیچ منبعی جز همان راوی برای اثبات آمار و ارقامی که در فیلم مطرح می‌شود نیست، آن هم تحت شرایطی که هیچ سخنی از آمار تجاوزها، خشونت‌های خانگی، سقط جنین و قتل‌ها در ایران ارائه نشده‌است.
- خبر آنلاین سپردن مرجعیت فکری به یک بازیگر پورن برای بررسی آزار جنسی را مورد انتقاد قرار داد.
- تابناک (وبگاه) هم در مورد این مستند با تمجید و کمی انتقاد بیان کرد از منظر ناسوتی، این روایتی از تاریخ حدوداً ۷۰ ساله ایالات متحده و داستان دگردیسی جامعهٔ آمریکا از یک ملت عمیقاً مذهبی و باورمند به سنت‌های مسیحی (حتی تا تقریباً نیمه قرن بیستم)، به بهشت «پورن» و اباحه‌گری جنسی روی زمین است که با چینش بدیع و هوشمندانهٔ آرشیو تصاویر و فیلم‌های موجود از این سیر هفتاد ساله در یک چشم‌انداز جامع و دقیق، دست مخاطب را می‌گیرد و با خود مرحله مرحله به پیش می‌برد.[۱۱][۱۲]
- تسنیم در تمجید این فیلم چنین نوشت: بی‌تعارف و مقدمه‌چینی، دیدن نسخه ۱۱۵ دقیقه‌ای این مستند در یک اکران خصوصی، آن‌چنان نگارنده را به وجد آورد که دیدم به قول استاد گرانقدر، یوسفعلی میرشکاک، تنها راهی که بتوان در مجالی مختصر به «ایکسونامی» پرداخت و حق‌مطلب را (دست‌کم برای دل خود صاحب این قلم) ادا کرد، عرصه تأویل است.[۱۰]
- کارگردان مستند در گفتگویی در برنامه تلویزیونی جهان‌آرا به دوقطبی‌سازی‌هایی که برای دیده نشدن فیلم ایجاد شد انتقاد کرد و آن را یک سرکوب رسانه‌ای علیه مستند ایکسونامی دانست و گفت: اولین قدمی که در این راستا برداشته شد، دوقطبی‌سازی بود. یعنی گفتند که این فیلم ساخته طرفداران فلان موضوع است. درواقع کاری کردند تا از ابتدا، بخشی از جامعه، مستند را نبیند.
- آقایی با بیان اینکه رسانه پرمدعای بی‌بی‌سی فارسی درباره فیلمی که آن را ندیده، یکساعت تحلیل ارائه می‌کند، گفت: از همه رسانه‌های معاند، از جمله بی‌بی‌سی و صدای آمریکا را دعوت می‌کنم که چنانچه صداقت دارند یک بار مستند ما را به‌طور کامل پخش کنند. (خبرگزاری آنا)

## اولین اکران عمومی
این مستند بیستم آبان ماه سال ۱۳۹۸ در شهرهای تهران، مشهد و اصفهان به صورت همزمان در سینماهای وابسته به حوزه هنری سازمان تبلیغات اسلامی از جمله تالار اندیشه حوزه هنری تهران، سینما هویزه مشهد و سینما سوره اصفهان با وجود حکم مکتوب لغو اکران عمومی به علت عدم وجود مجوز از سوی وزارت فرهنگ ارشاد و ارشاد اسلامی با توضیح آقای فرجی مدیر پخش فیلم حوزه هنری سازمان تبلیغات اسلامی مبنی بر دریافت مجوز به صورت شفاهی با حضور جمعیتی مشتمل بر سه هزار نفر، اکران شد.

## اکران رسمی آنلاین
انتشار عمومی ایکسونامی، توسط موسسه مؤسسه فرهنگی هنری آوش، با گرفتن مجوزهای لازم بالاخره در روز دوم دی ماه ۱۳۹۸ به صورت آنلاین و قانونی در سامانه فیلم گردی شرکت آینه سپهر تماشا منتشر گردید.

## لغو اکران
بر اساس اطلاعیه سازمان امور سینمایی ایران به تاریخ ۱۹ آبان ۱۳۹۸ هجری شمسی این فیلم مستند دارای پروانه نمایش نبوده و پیش از اکران این فیلم مستند به‌طور عمومی و رایگان از مدیرکل وزارت فرهنگ و ارشاد اسلامی در استان خراسان رضوی خواسته شده که جلوی تبلیغات و اکران آن را بگیرد.
بعد از افشای این نامه به‌طور عمومی توسط رسانه‌ها مدیران حوزه هنری اظهاراتی در توضیح انجام این اکران ابراز داشته‌اند. یزدان عشیری، مدیر روابط عمومی و محافل سازمان سینمایی حوزه هنری گفت: ساخت «خاطرات یک پورن استار» ارتباطی با حوزه هنری ندارد. محمدرضا فرجی مدیر پخش فیلم حوزه هنری هم در اظهاراتی در شبکه خبر تلویزیون ایران در مصاحبه یک خبرنگار گفت: «فیلم به دلایل نقص فنی به مشکل خورد و مجوز از ارشاد را نتوانست بگیرد. مجوز پخش این مستند به صورت تلفنی گرفته شد.»

## اهداف مستند
در مورد اهداف مستند ایکسونامی که منتقدهای پرتعداد و همچنین نویسنده و کارگردان و تهیه‌کننده از آن سخن گفتند می‌توان چنین برشمرد که: تهیه‌کننده مستند روایت داستان خود را از دغدغه‌های امروز نسل‌های متاخر «ایرانی»، عمدتاً وابسته به طبقه متوسط آغاز کرده‌است و با استفاده از روایت گری شخصیت محوری فرعی، یعنی ستاره قدیمی فیلم‌های پورن آمریکایی که (یک بازیگر آمریکایی، نقش این پورن استار را ایفا کرده‌است)، با آن دختر نوجوان و جوان ایرانی در سال ۹۸ شمسی در مثلاً پایتخت جمهوری اسلامی، همزبانی و همدلی می‌کند که مفاهیم یا شعارهایی شامل بر «اختیار بر بدن»، «حق آزادی پوشش»، «حق آزادی بیان» (در شکل‌های مختلف) و حق «آزادی روابط» کشمکش‌های ذهنی او را در مواجهه با خود و با جامعه شکل می‌دهد. این ایجاد همدلی و همزبانی، از زبان زنی اهل آمریکا، که امروز به پایتخت و مرکز صدور سبک زندگی در جهان مدرن (از طریق رسانه) تبدیل شده، زنی که برخوردها و درگیری‌ها و حتی کشتارها بر سر مفاهیم پیش‌گفته را چند دهه قبل لمس کرده‌است، موجب شود که گارد اولیهٔ مخاطب اصلی اثر (از دید منتقدین دختران دهه هفتادی ایران هستند) تا حدی در برابر دنیای روایت اثر باز شود و مشخص گردد که با یک مستند آموزشی-نصیحتی معمولی مواجه نیست که با احکام کلی خوب و بد، داستان را برای نسل گریزان از موعظه و نصیحت تمام کند.

## دیوار کش (ایکسونامی سه)
در اردیبهشت ۱۴۰۰ سفیر فیلم از محصول جدید خود که سری بعدی مستند ایکسونامی بود، در قالب طرح «اکران مردمی آنلاین» رونمایی کرد. نام این  مستند ۹۰ دقیقه‌ای ایکسونامی۳، دیوار کش بوده و «به پرده برداری بسیاری از سیاست‌ها و پشت پرده‌ها پرداخته است.» محسن آقایی کارگردان این مستند است و عوامل اصلی این مستند عبارتند از محمدمهدی دزفولی تهیه کننده، مجتبی عمارلو تصویربردار، مجید رستگار تدوینگر و محمد رضا بورونی مشاور نویسنده و کارگردان. بنابر گفته ی عوامل این مستند، در ساخت دیوارکش تلاش شده از پرداختن تنها به یک جناح خاص جلوگیری شود. افرادی چون ابوالحسن بنی صدر، فائزه هاشمی، محمدرضا خاتمی در این مستند حضور پیدا کرده و با افرادی چون وحید یامین پور، دکتر محسن بدره، عبدالرضا داوری، علی اکبر جوانفکر مصاحبه شده است. مجموع این افراد به 15 نفر می رسد. این مستند در ۲۹ اردیبهشت ۱۴۰۰ در شهر قزوین، 20 خرداد ماه در دانشگاه فردوسی مشهد و در ۲۴ خرداد در دانشگاه علوم پزشکی شیراز به اکران درآمد.
دیوارکش از نخستین مستندهایی محسوب می شود که صریحا به موضوعات جنسی و سیاست در ایران پرداخته است.